# Kenshirō Hirao
Kenshirō Hirao (japanisch 平尾 拳士朗 Hirao Kenshirō; * 9. Oktober 2000 in der Präfektur Aichi) ist ein japanischer Fußballspieler.

## Karriere
Kenshirō Hirao erlernte das Fußballspielen in der Schulmannschaft der Fujieda Higashi High School sowie in der Universitätsmannschaft der Chūō-Universität. Seinen ersten Vertrag unterschrieb er am 1. Februar 2023 beim Fujieda MYFC. Der Verein aus Fujieda, einer Stadt in der Präfektur Shizuoka, spielt in der zweiten japanischen Liga. Sein Zweitligadebüt gab Kenshiro Hirao am 19. März 2023 (5. Spieltag) im Heimspiel gegen Tokyo Verdy. Bei der 5:0-Heimniederlage wurde er in der 67. Minute für Masahiko Sugita eingewechselt. Nach insgesamt 29 Ligaspielen wechselte er im Januar 2025 in die fünfte Liga. Hier schloss er sich in der Präfektur Shizuoka dem Gakunan F Mosuperio an. Mit dem Verein spielt er in der Tokai Soccer League (Div.1).